# Iustin I
Flavius Iustinus (n. 450 d.Hr., Bederiana⁠(d), Dardania⁠(d) – d. 1 august 527 d.Hr., Constantinopol, Imperiul Roman de Răsărit) a fost împărat bizantin între 518 și 527. El a fost fondatorul dinastiei Iustiniene.

## Viața
Iustin s-a născut în jurul anului 450, într-un cătun din districtul Bederiana, fiind fiul unui țăran daco-trac. Satul său natal făcea parte din provincia Dacia Aureliană, o parte a Imperiului care suferise mult din cauza năvălirilor hunilor și, mai apoi, a ostrogoților. Pe când era doar adolescent, a părăsit acea zonă de frontieră, în timpul unei invazii barbare și s-a refugiat la Constantinopol, unde a intrat în armată.
El a sosit la Constantinopol chiar în perioada în care împăratul Leon I (el însuși de origine traco-dacică) organiza un nou corp de gardă a palatului imperial - Excubitorii, un corp de elită numărând 300 oameni. Impresionând prin robustețea și îndemânarea sa, deși foarte tânăr, Iustin a fost primit în rândurile acestui corp de elită. Avansând în mod constant pe parcursul celor aproape 50 de ani de carieră militară (a obținut, pe rând, rangul de tribun, comite și general), a ajuns comandant al gărzii palatului imperial în timpul împăratului Anastasie I.

## Împărat al Bizanțului
La moartea împăratului Anastasie I (8 iulie 518), datorită poziției sale de comandant al trupelor din Constantinopol și împărțind sume de bani, Iustin a fost capabil să asigure alegerea sa ca nou împărat; a apărut în această calitate în fața poporului, la Hipodromul din Constantinopol, pe 9 iulie 518.
După urcarea pe tronul imperial, fiind conștient de lacunele sale în educație și în exercitarea politicii de stat, Iustin și-a ales cu grijă consilieri capabili cu care să se sfătuiască în privința principalelor probleme ale Imperiului Roman de Răsărit (Bizanț).
Mai târziu, Iustin l-a adoptat pe nepotul său, Flavius Petrus Sabbatius, rebotezându-l Iustinian.
În problemele religioase, atât de importante în imperiul bizantin, Iustin era un apărător al deciziilor Sinodului al IV-lea Ecumenic de la Calcedon din anul 451. În consecință, urcarea lui Iustin pe tronul de la Constantinopol a adus o răsturnare completă în politica imperială referitoare la chestiunile religioase, fiind anulat sprijinul pe care împăratul Anastasie îl acordase „necalcedonienilor”. Drept urmare, monofiziții au început să fie persecutați, iar guvernarea lui Iustin a căutat să restabilească rapid viața bisericii în concordanță cu regulile stabilite la Sinodul al IV-lea Ecumenic de la Calcedon.
Persecutarea monofiziților a continuat până în anul 520, după care împăratul Iustin a început să urmeze o politică mai tolerantă și mai pragmatică față de erezia monofizită, rămânând totuși devotat ortodoxiei calcedoniene.
Sprijinul acordat de împăratul Iustin ortodoxiei, a dus de asemenea la o schimbare în relația Constantinopolului cu arianismul ostrogoților, care avuseseră o înțelegere amiabilă cu împăratul Anastasie. În timp ce Iustin a răspuns pozitiv la abordarea regelui ostrogot Teodoric pentru menținerea unor relații de bună vecinătate, și chiar l-a nominalizat în funcția de consul pe fiul acestuia, Eutharic, politica anti-eretică a lui Iustin i-a afectat foarte mult pe arieni, în special după anul 523. Folosind amenințarea cu represalii împotriva Bisericii Ortodoxe din Italia, Teodoric l-a trimis pe Papa Ioan I la Iustin pentru a se plânge cu privire la politica religioasă a împăratului. Papa Ioan a fost primit cordial, dar Iustin l-a făcut să înțeleagă foarte clar cine a fost de vină pentru cele întâmplate în Italia. Nemulțumit de rezultatele vizitei papei Ioan la Constantinopol, Teodoric l-a primit pe acesta foarte supărat la întoarcerea sa în Ravenna. Dar, atât Papa Ioan cât și regele Teodoric au murit la scurt timp după aceasta, conflictul stingându-se astfel.
În 525, Iustin a anulat legea prin care unui membru din clasa senatorială i se interzicea să se căsătorească cu o femeie din clasele inferioare ale societății. Astfel a fost posibilă căsătoria lui Iustinian cu Teodora, o actriță.
Următorii ani au fost marcați de luptele cu ostrogoții și cu perșii. În 526, Iustin l-a numit pe Iustinian co-împărat, iar pe 1 aprilie 527 succesor la tron. A murit pe 1 august 527 și a fost urmat de Iustinian.
Orașul cilician Anazarbus a fost numit Iustinopolis, în onoarea sa.